# Leopold März
Leopold März (* 5. Februar 1944 in Brünn; † 12. Juni 2025) war ein österreichischer Bio- und Lebensmittelchemiker und emeritierter Hochschullehrer. Von 1993 bis 2003 war er Rektor der Universität für Bodenkultur Wien (BOKU).

## Leben
Leopold März studierte Lebensmittel- und Biotechnologie an der Universität für Bodenkultur Wien, wo er ab 1969 als Assistent tätig war und 1972 promovierte. Anschließend war er an mit einem Stipendium des Fulbright-Programms an der State University of New York in Buffalo, wo er 1977 auch eine Gastprofessur innehatte. 1978 war er als Gastprofessor an der McMaster University in Hamilton (Ontario). An der Universität für Bodenkultur Wien habilitierte er sich 1979 auf dem Gebiet der Biochemie, 1983 wurde er dort zum außerordentlichen Professor für Biochemie und 1990 zum ordentlichen Professor ernannt, von 1983 bis 1992 stand er dem Institut für Chemie vor.
1993 folgte er Manfried Welan als Rektor der Universität für Bodenkultur Wien nach, 2003 wurde er von Hubert Dürrstein in dieser Funktion abgelöst. In der Zeit von 1995 bis 1998 fungierte er als Vizepräsident der Österreichischen Rektorenkonferenz.
Ab 1986 war er Gründungspräsident der Österreichischen Gesellschaft für Biotechnologie, deren Ehrenpräsident er 1996 wurde. Von 1999 bis 2001 fungierte er als Vorsitzender des ORF-Kuratoriums, außerdem war er Aufsichtsratsvorsitzender der Agentur für Gesundheit und Ernährungssicherheit, Mitglied des Kuratoriums der Donau-Universität Krems und ab November 2006 Präsident des Fachhochschulrates.

## Auszeichnungen (Auswahl)
- 1996: Goldener Ehrenring der Stadt Tulln[4]
- 1995: Ehrendoktorat der pannonischen landwirtschaftlichen Universität Pannon Todomany Egyetem / Mosonmagyaróvár[4]
- 2003: Ehrendoktorat der Szent-István-Universität[5]
- 2004: Ehrenring der Universität für Bodenkultur Wien
- 2004: Großes Goldenes Ehrenzeichen für Verdienste um die Republik Österreich[1]
- 2004: Großes Silbernes Ehrenzeichen für Verdienste um das Land Wien[1][8]
- 2005: Goldenes Komturkreuz des Ehrenzeichens für Verdienste um das Bundesland Niederösterreich
- 2010: Wissenschaftspreis des Landes Niederösterreich[6]